# Resolució 200 del Consell de Seguretat de les Nacions Unides
La Resolució 200 del Consell de Seguretat de les Nacions Unides, aprovada per unanimitat el 15 de març de 1965, després d'examinar l'aplicació de la República de Gàmbia per a ser membre de les Nacions Unides, el Consell va recomanar a l'Assemblea general que la República de Gàmbia fos admesa.